# Jasenice (tvrz)
Tvrz Jasenice (jinak též Jasenická tvrz nebo Stará tvrz) je zřícenina tvrze v Jasenici v okrese Třebíč. Tvrz je chráněna jako kulturní památka České republiky.

## Historie
Tvrz byla postavena nejspíše někdy v první polovině 15. století, v roce 1411 na ní měl sídlit Hynek z Jasenice a pak jeho bratr Adam z Jasenice, postupně se majitelé tvrze střídali, až v roce 1567 byla tvrz i písemně doložena. Po roce 1629 byla Jasenice připojena k náměšťskému panství a tvrz tak přestala být obývána. V 17. století tvrz zanikla, pouze na návsi zůstaly její pozůstatky v podobě mohutných ohradních zdí s opěrnými pilíři. Později sloužila k hospodářským účelům a nadále chátrala.

## Popis
Na severozápadní návsi Jasenice se nachází čtyřboký areál s vysokou a mohutnou kamennou ohradní zdí. Ohradní zeď je podepřena opěrnými pilíři, ve dvoře byly odkryty sklepy a zbytky zdiva. Rozměry stavby jsou cca 15x17 metrů, od silnice je ve stěně proražen malý vstup se dveřmi, za dveřmi je přístupná chodba o šířce cca 1,5 metru, za ní je pak zaklenutá místnost o rozměrech 6x4 metrů. Z chodby lze pak vylézt do současné zahrady nad někdejší tvrzí.